# Reuben T. Wood
Reuben Terrell Wood (* 7. August 1884 bei Springfield, Missouri; † 16. Juli 1955 ebenda) war ein US-amerikanischer Politiker. Zwischen 1933 und 1941 vertrat er den Bundesstaat Missouri im US-Repräsentantenhaus.

## Werdegang
Reuben Wood besuchte sowohl öffentliche als auch private Schulen. 1898 absolvierte er in seiner Heimatstadt Springfield eine Lehre in der Zigarrenherstellung. In den folgenden Jahren und Jahrzehnten widmete er sich der Arbeiter- und Gewerkschaftsbewegung. Zwischen 1902 und 1912 war er als Labor Organization Officer angestellt; von 1912 bis 1932 war er regionaler Vorsitzender der American Federation of Labor für den Staat Missouri.
Politisch war Wood Mitglied der Demokratischen Partei. Bei den Kongresswahlen des Jahres 1932 wurde er im sechsten Wahlbezirk von Missouri in das US-Repräsentantenhaus in Washington, D.C. gewählt, wo er am 4. März 1933 die Nachfolge von Clement C. Dickinson antrat. Nach drei Wiederwahlen konnte er bis zum 3. Januar 1941 vier Legislaturperioden im Kongress absolvieren. In dieser Zeit wurden die meisten der New-Deal-Gesetze der Bundesregierung unter Präsident Franklin D. Roosevelt verabschiedet. 1933 wurde durch den 21. Verfassungszusatz der 18. Zusatzartikel aus dem Jahr 1919 wieder aufgehoben. Dabei ging es um das Verbot des Handels mit alkoholischen Getränken, das sich als undurchführbar erwiesen hatte. Von 1939 bis 1941 war Wood Vorsitzender des Ausschusses, der sich mit Kriegsansprüchen befasste. 1940 unterlag er dem Republikaner Philip Allen Bennett.
Nach seinem Ausscheiden aus dem US-Repräsentantenhaus nahm Wood seine früheren Tätigkeiten in der Gewerkschaftsbewegung wieder auf. Bis zum Eintritt in den Ruhestand im Jahr 1953 blieb er Vorsitzender der Federation of Labor in Missouri. 1944 war er Delegierter auf einer Versammlung zur Überarbeitung der Staatsverfassung. Reuben Wood starb am 16. Juli 1955 in Springfield, wo er auch beigesetzt wurde.